# جسر الألفية (لندن)
جسر الألفية (بالانجليزيه: Millennium Bridge) والمعروف رسميا باسم جسر ألفية لندن للمشاة، وهو جسر معلق من الحديد الصلب تم بناؤه للمشاة لعبور نهر التايمز بلندن، وربط بانك سايد بمدينة لندن. وهو يقع بين جسر ساوث وجسر بلكفريرس للسكك الحديدية. وهو مملوك ومعني من هيئة الجسور والعقارات بمدينة لندن. بدأ البناء في عام 1998 وافتتح في يونيو 2000.
لقبه سكان لندن بـ «الجسر المتذبذب» بعد شعور المشاة بحركه اهتزازيه غير متوقعه أثناء عبورهم عليه. تم إغلاق الجسر في وقت لاحق يوم الافتتاح، وبعد يومين من الدخول المحدود، تم إغلاقه لمدة سنتين تقريبا بعد أن أجريت تعديلات اداريه للحركة عليه. وأعيد فتحه في عام 2002. الطرف الجنوبي للجسر يقع بالقرب من مسرح جلوب، ومعرض بانك سايد، وتيت مودرن، أما في الطرف الشمالي فهو مقابل لمدرسة لندن التي تقع أسفل كاتدرائية سانت بول. المرور على محاذاة الجسر يتيح رؤيه واضحه بعرض النهر للواجهه الجنوبيه للكاتدرائية والمحموله بدعامه من دعامات الجسر.

## التصميم
كان تصميم الجسر موضوع مسابقة تم تنظيمها في عام 1996 من قبل مجلس ساوث ومسابقات الريبا. وكان الفائز أصحاب ابتكار «شفرة الضوء» من مجموعة أروب الذين بذلوا جهدا، فوستر وشركاه، والسير أنتوني كارو. ونظرا لقيود الارتفاع، ولتحسين طريقة العرض كان تصميم نظام تعليق الجسر هو كابلات الدعم تحت المستوى، وذلك لإعطاء لمحة ضحلة جدا. الجسر به اثنين من أرصفة للنهر ويتكون من ثلاثة أقسام رئيسية الأول 81 مترا (266 قدم)، والثاني 144 متر (472 قدم)، والثالث 108 متر (354 قدم) (من الشمال إلى الجنوب) ويبلغ مجموع طول الهيكل 325 م (1,066 قدم). وعرض سطح الألومنيوم 4 متر (13 قدم). والكابلات الثمانية مشدوده معا للسحب العكسي بقوة 2000 طن في الجهتين مما يكفي لدعم حمل عدد 5000 من الأفراد معا في وقت واحد على الجسر.

## البناء

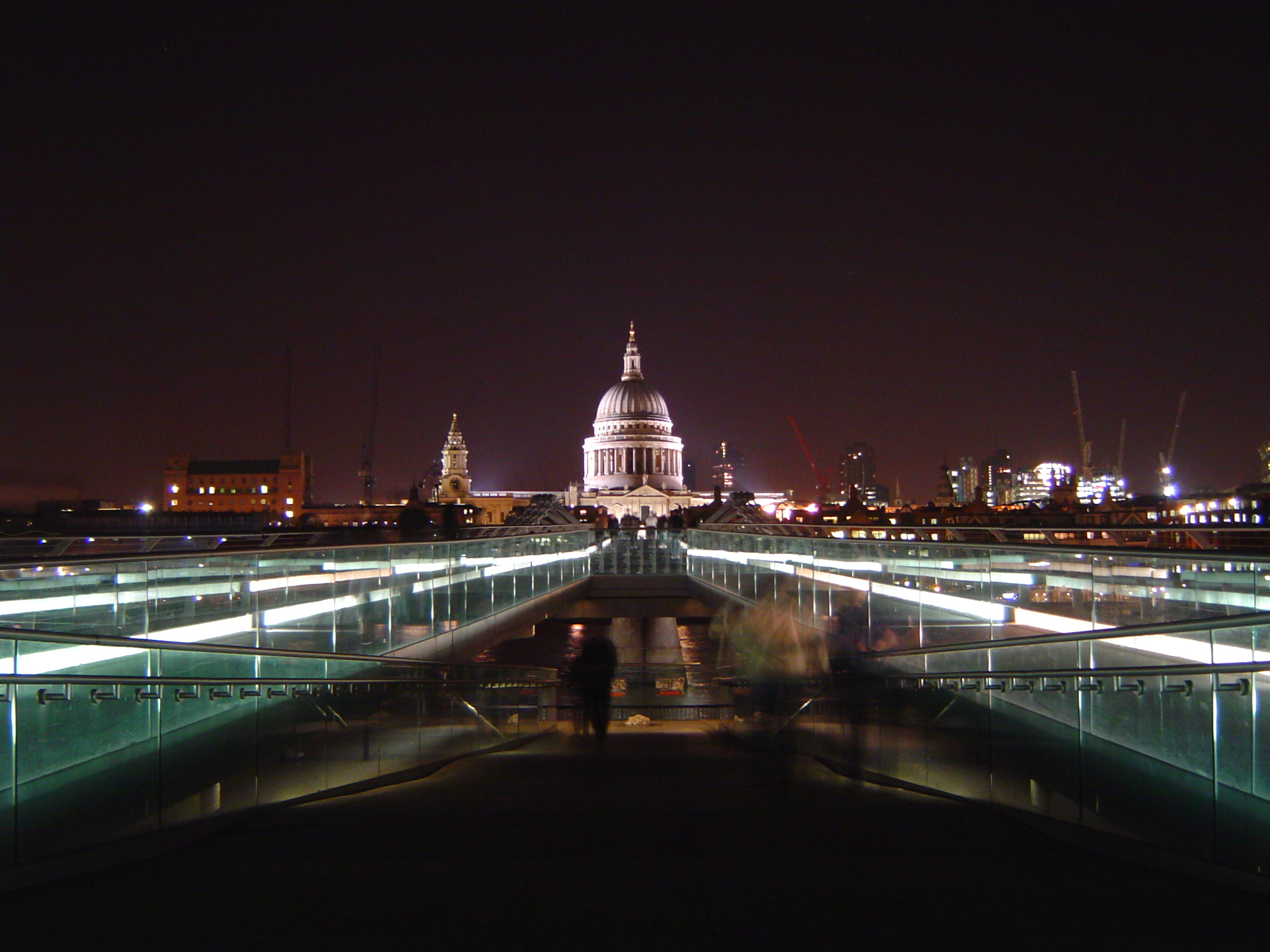
- جسر ألفية لندن ليلا، هذه الصوره توضح كنيسه باول المعروف جيدا والذذي تم تصويره كثيرا والتي تدعمها واحده من دعامات الجسر.

في الغالب الجسور التي يتم بناؤها فوق نهر التايمز تتطلب قوانين صادره من البرلمان، هذا الجسر، قد تجنب هذا من قبل هيئة ميناء لندن التي منحت ترخيص للبنية والحصول على تصاريح التخطيط من مدينة لندن ولندن بورو من ساوث. بدأ البناء في أواخر عام 1998 وبدأت الأعمال الرئيسية في 28 نيسان 1999 من قبل مونبيرج وتورسن والسير روبرت ماك ألبين. وقد تم الانتهاء من الجسر بتكلفة قدرها (18.2 مليون دولار) (أكثر من الميزانية بـ 2.2 مليون دولار)، تم دفعهم مبدأيا للجنة الألفية وجسر لندن. وقد افتتح في 10 يونيو 2000 (لمدة شهرين في وقت متأخر).
الاهتزاز الأفقي غير متوقع (الاستجابة الهيكلية الاهتزازيه) كانت السبب في اغلاق الجسر يوم 12 يونيو عام 2000 لاجراء بعض التعديلات. جرت محاولات للحد من عدد من الأشخاص الذين يعبرون الجسر. وأدى ذلك إلى وجود صفوف انتظار طويلة ولكن كانت غير فعالة لإغلاق الجسر بعد يومين فقط من الافتتاح لاقى انتقاد علني لأن مشروع الألفية البريطاني رفيع المستوى تعرض لنكسة محرجة، أقرب من العدد الذي شهدته قبة الألفيه. وحدوث الاهتزازات أدى إلى ضرورة بحث الظاهرة عند عبور المشاة على الجسر بسبب حدوث اهتزاز جانبي ليتناسب مع تأثير خطى أقدامهم وبالتالي تفاقم ذلك الخطأ. كان اهتزاز الجسر يرجع إلى زيادة قوة السير عليه كما هو معروف، وهذا هو السبب وراء الحد من الأعداد التي تعبر الجسر.
تم إغلاق الجسر مؤقتا في 18 يناير 2007 أثناء عاصفة كريل بسبب قوة الرياح وخطرها على المشاة أثناء عبور الجسر.

## الصدى

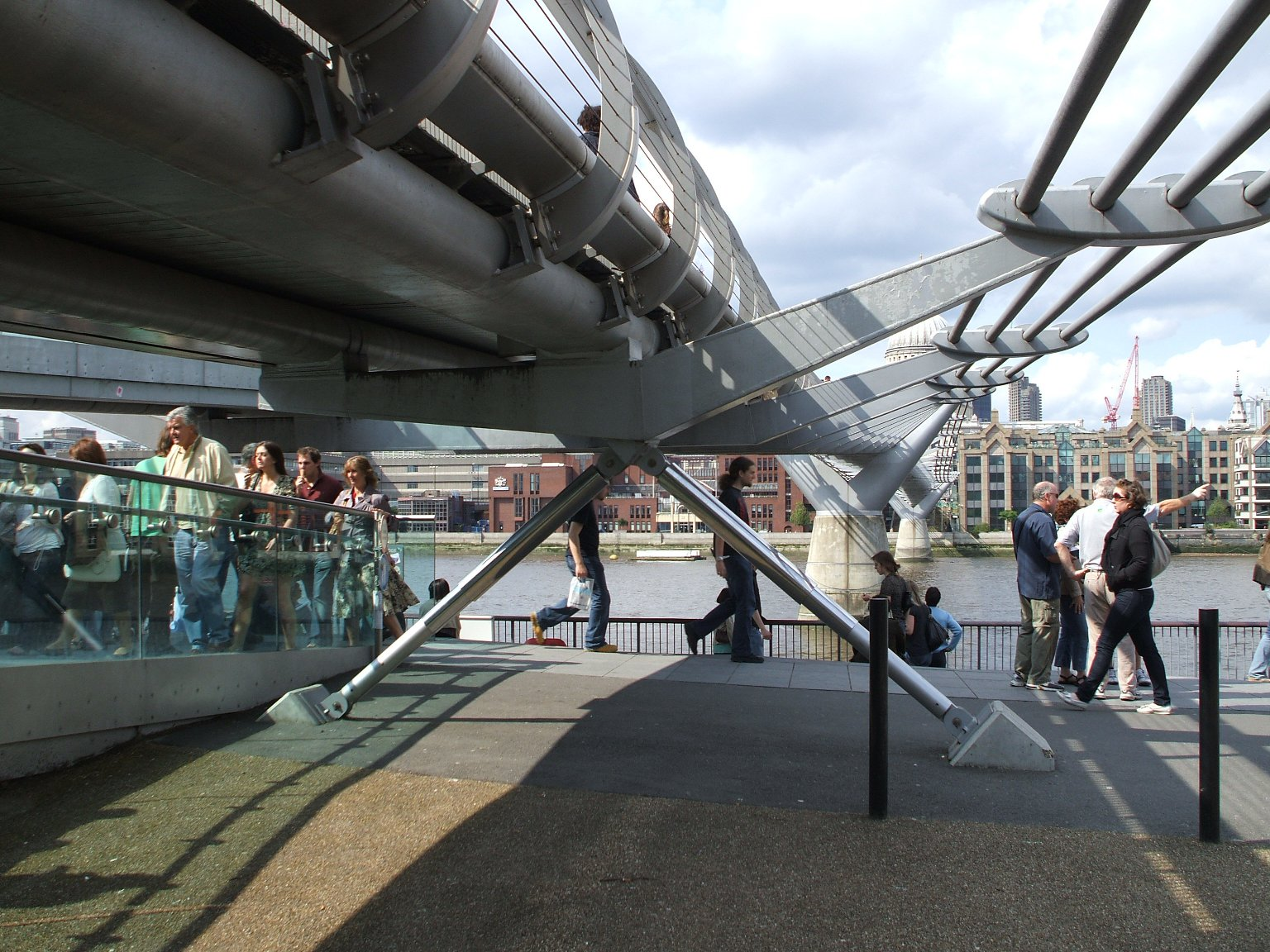
مخمدات السوائل

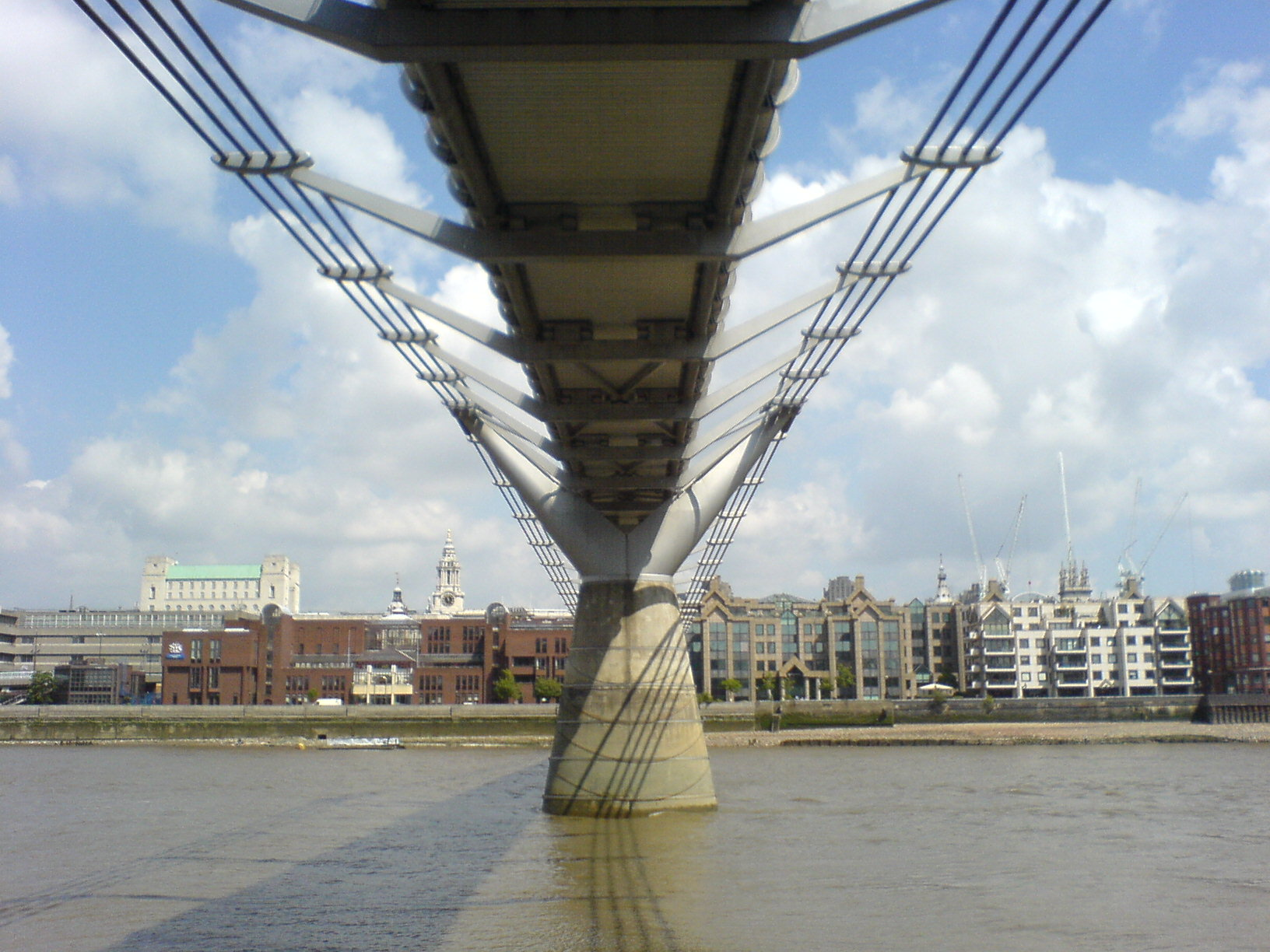
من أسفل الجسر- ساوث بانك

لقد تسببت حركات الجسر نتيجه لظاهرة «ردود الفعل الايجابيه» والمعروفه بالاثاره الجانبيه التزامنيه والاهتزاز الطبيعي للناس أثناء السير سبب حدوث اهتزازات جانبيه على الجسر. فخطوات الناس على الجسر أدت إلى التأثير عليه، وزيادة اهتزازات الجسر وتعزيز التأثير عليه. في يوم الافتتاح عبر الجسر 90000 شخص، أي ما يصل إلى 2000 على الجسر في وقت واحد.
أنظمة الاهتزاز الرنانه نتيجة الأحمال الرأسية (مثل القطارات وحركة المرور والمشاة) وأحمال الرياح يجب أن تؤخذ في الاعتبار عند تصميم الجسر. في حالة جسر الألفية، لأن حركة المشاة الجانبية تسببت في التحميل المباشر على الجسر. وهذه الاهتزازات لم تكن متوقعه من قبل المصممين. والنقطة المثيره حقا هي أنه عندما يترنح الجسر إلى جانب واحد، يجب على المشاة الاعتدال للحفاظ على أنفسهم من السقوط. وانهم جميعا يقومون بذلك في نفس الوقت بالضبط وبالتالي، فإن الوضع مشابه لجنود يسيرون ببراعة، ولكن في الاتجاه الأفقي بدلا من العمودي. مخاطر مشاكل الاهتزاز الأفقي في الجسور خفيفة الوزن معروفة جيدا. أي جسر ذات قوة تردديه جانبية أقل من 1.3 هرتز، وكتلة منخفضة إلى حد ما، يمكن أن يحدث به نفس الظاهرة مع التحميل الكافي للمشاة. وكلما زاد عدد الناس، وزيادة اتساع الاهتزازات.
على سبيل المثال جسر ألبرت في لندن الذي يرجع تاريخه إلى 1873 أعطى تحذيرا بالكسر لصفوف الجنود أثناء العبور عليه. الجسور الأخرى التي شهدت مشاكل مماثلة هي:
- جسر برمنجهام، وصلة NEC، بتردد الجانبي من 0.7 هرتز.
- جسر البستان المعلق، تشيستر، في عام 1977 خلال سباق القوارب بنهر اليوبيل.
- جسر ميناء أوكلاند، بتردد الجانبي 0.67 هرتز، خلال مظاهرة 1975.[9]

بعد تحليل مستفاض من قبل المهندسين ، تم حل المشكلة عن طريق استخدام 37 من مخمدات السوائل اللزجه (تشتيت الطاقة) للسيطرة على الحركة الأفقية، و52 مخمده أخرى تم ضبطها (بالقصور الذاتي) للسيطرة على الحركة العمودية. أخذت هذه الاصلاحات الفترة من مايو 2001 إلى يناير 2002 وبتكلفة 5 ملايين دولار. وبعد فترة من الاختبار، أعيد فتح الجسر بنجاح في 22 فبراير 2002. لم يعد الجسر عرضة للاهتزاز الكبير منذ ذلك الحين. وعلى الرغم من الإصلاح الناجح للمشكلة، يبقى لقب «الجسر المتذبذب» اللقب الشائع الاستخدام في لندن.
التوضيح الفني النموذجي للاهتزازات التردديه العاليه داخل كابلات الجسر، تم عرضها من قبل معرض بيل فونتانا «الجسر المتناسق» في متحف تيت مودرن في منتصف عام 2006. وتم استخدام محولات الطاقة الصوتية ووضعها في مواقع إستراتيجية على كابلات جسر الألفية ومحولات الطاقة هذه يصدر عتها اشارات يتم تكبيرها وتوزعها ديناميكيا داخل حجرة التوربينات عن طريق برنامج الفونتاتا الذي يقوم بادخال ونشر صوت محرك من مصمم الصوت الآلي ريتشموند.

## في الثقافة العامه

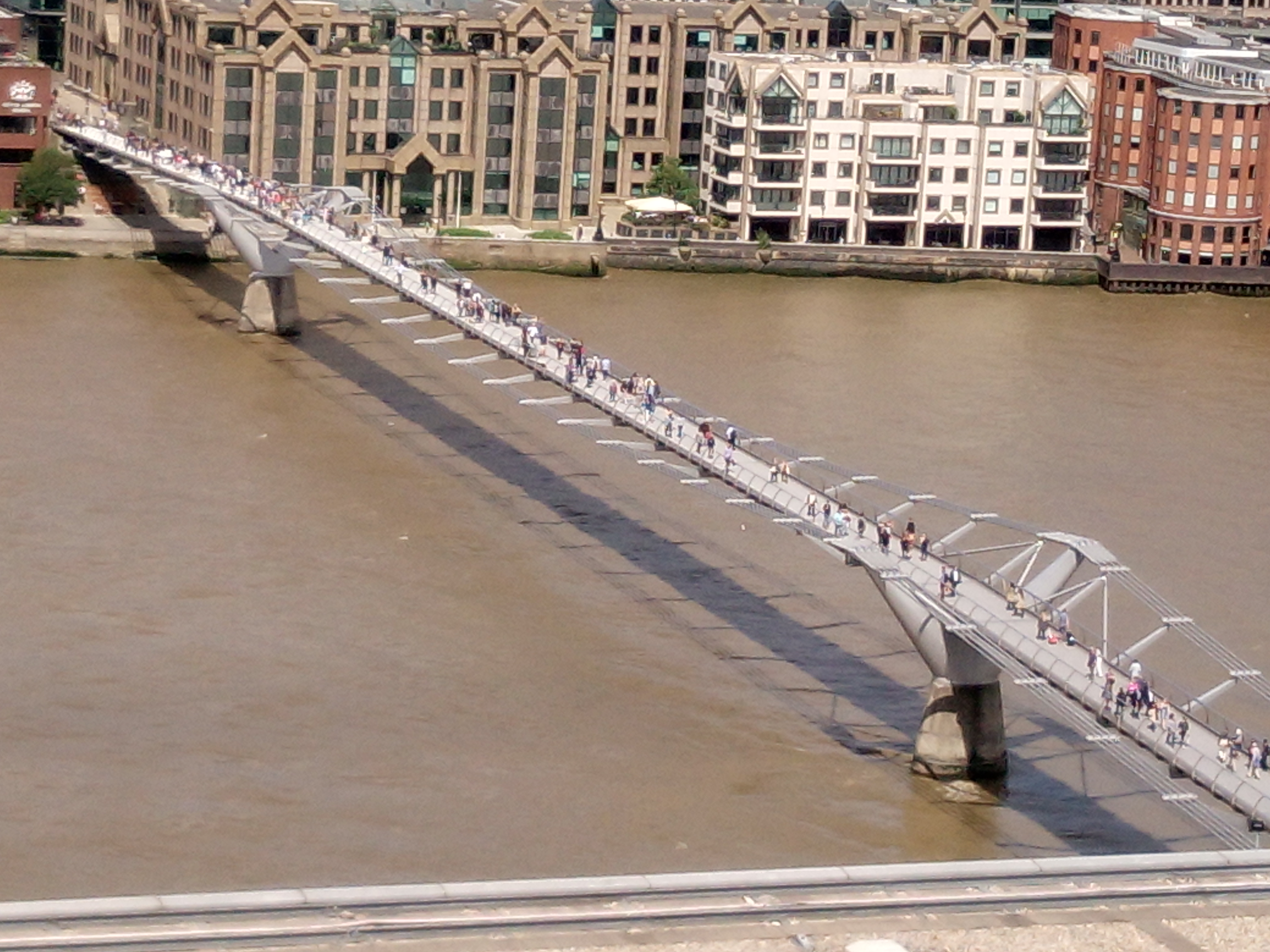
عرض نظام التعليق بالكلابلات.

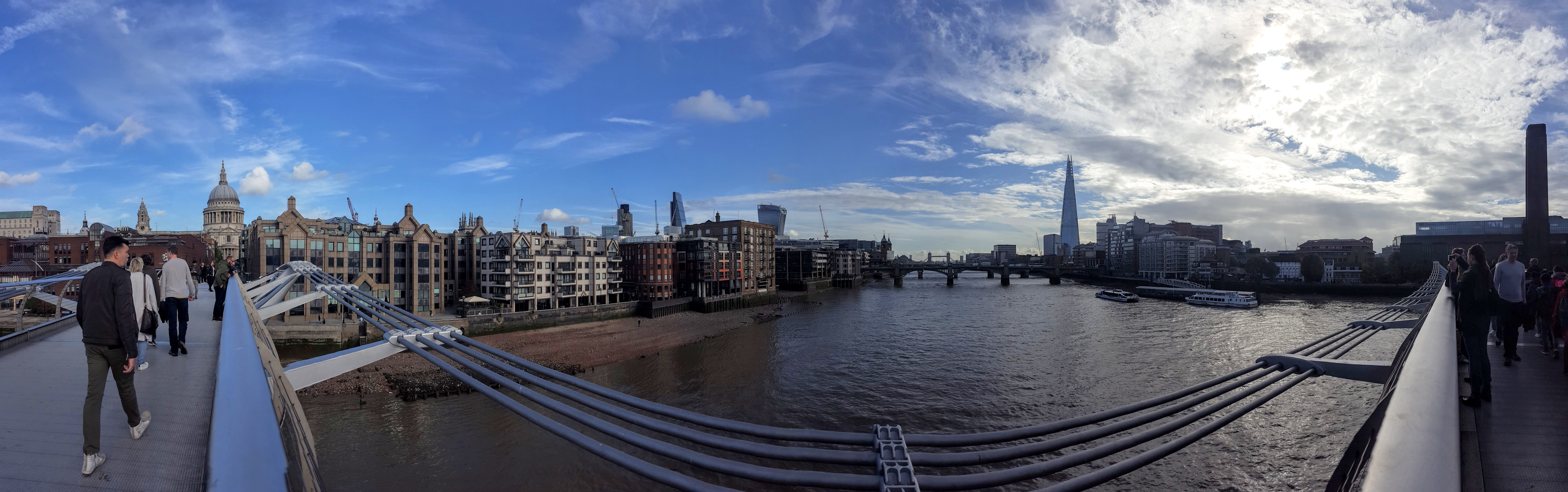
المنظر من جسر الألفيه

- جسر الألفية تم صياغته داخل فيلم هاري بوتر الجزء السادس، حيث روى انه انهار الجسر عقب هجوب عصابة الموت عليه.[13]
- ظهر الجسر أيضا في فيلم عالم المعجزات المناخيه 2014 لحراس المجرة أثناء المعركة المناخيه على اكسندر.[14]
- ظهر الجسر أيضا في فيديو أغنية أولي مورس «القلب في بلدي».

## معرض صور

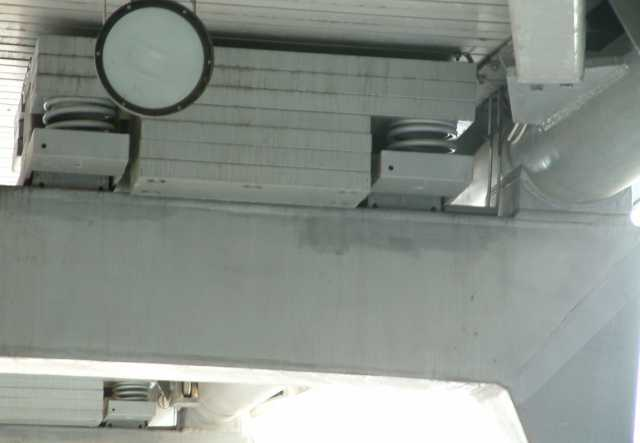
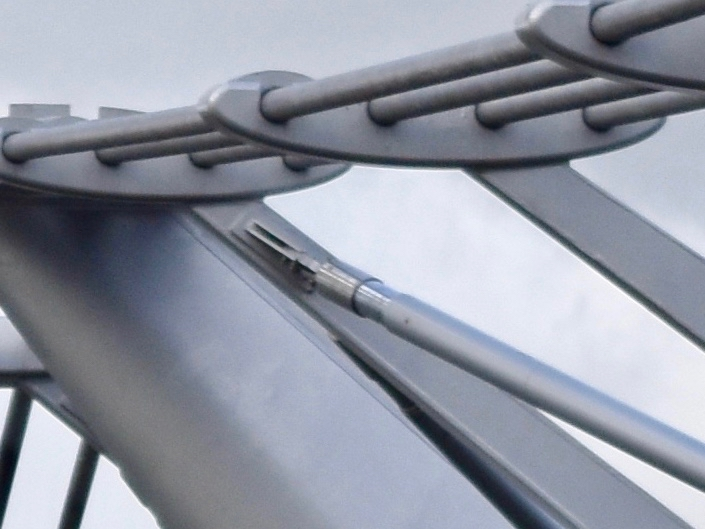
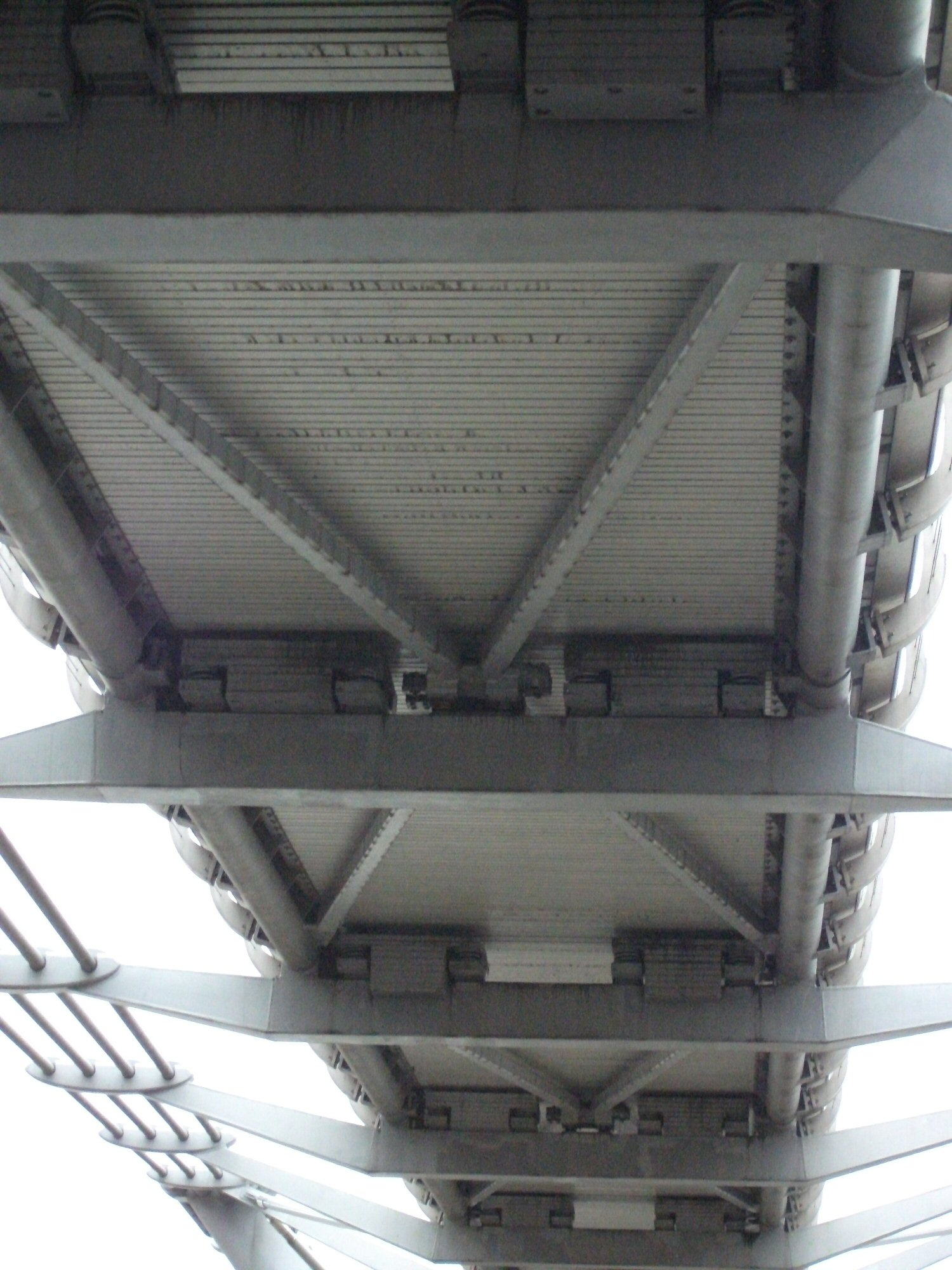

## روابط خارجية
- الهيكل البنائي لجسر الألفية.
- موقع جسر الألفية لمجموعة أروب.
- ورقة PDF من أروب، ومناقشة هندسية للجسر وصداه.
- ورقة من أجهزة تايلور من المؤتمر الوطني العراقي لخطط تعديل وتطوير الجسر.
- معلومات عن TMDS GERB لتحديث وتعديل الجسر نسخة محفوظة 30 مايو 2016 على موقع واي باك مشين..
- جسر بروكلين: اهتزاز الشكل الجانبي s = تذبذبات المشاة أو «التأثير».
- دراسة قسم الهندسة جامعة كامبريدج لمشكلة جسر الألفية (يناير 2002).